# Peter Ruzicka
Peter Ruzicka (* 3. Juli 1948 in Düsseldorf) ist ein deutscher Komponist, Dirigent und Intendant. Von 2002 bis 2006 leitete er die Salzburger Festspiele, und von Juli 2015 bis Juni 2020 war er geschäftsführender Intendant der Osterfestspiele Salzburg.

## Leben
Peter Ruzicka erfuhr eine instrumentale und theoretische Ausbildung am Hamburger Konservatorium (Klavier, Oboe, Kompositionstheorie). Daran schlossen sich Kompositionsstudien bei Hans Werner Henze und Hans Otte an. Er studierte Rechts- und Musikwissenschaften in München, Hamburg und Berlin und promovierte 1977 mit einer interdisziplinären Dissertation über das „ewige Urheberpersönlichkeitsrecht“.
Für seine Kompositionen erhielt er zahlreiche Preise und Auszeichnungen (u. a. UNESCO-Preis „International Rostrum of Composers“, Paris; Louis Spohr Musikpreis). Peter Ruzickas Werke wurden von führenden Orchestern und Ensembles, wie den Berliner Philharmonikern, allen deutschen Rundfunk-Sinfonieorchestern, der Staatskapelle Dresden, den Münchner Philharmonikern, den Bamberger Symphonikern, dem Gewandhausorchester Leipzig, den Wiener Philharmonikern, dem Tonhalle-Orchester Zürich, dem Concertgebouw-Orchester Amsterdam, dem Philharmonia Orchestra London, dem Orchestre Philharmonique de Paris, der Tschechischen Philharmonie, dem RSO Wien, dem Israel Philharmonic Orchestra und dem New York Philharmonic Orchestra aufgeführt. Dirigenten wie Gerd Albrecht, Vladimir Ashkenazy, Semjon Bytschkow, Riccardo Chailly, Christoph Eschenbach, Michael Gielen, Eliahu Inbal, Mariss Jansons, Kurt Masur, Antonio Pappano, Giuseppe Sinopoli und Christian Thielemann haben sich für seine Musik eingesetzt. Seine Oper Celan erlebte 2001 ihre Uraufführung an der Staatsoper Dresden. Ruzickas Musiktheater Hölderlin wurde 2008 an der Staatsoper Unter den Linden Berlin uraufgeführt, seine Oper Benjamin erlebte 2018 ihre Premiere an der Hamburgischen Staatsoper.
Seit 1990 ist Peter Ruzicka Professor an der Hochschule für Musik und Theater Hamburg. Der Komponist ist Mitglied der Bayerischen Akademie der Schönen Künste und der Freien Akademie der Künste Hamburg.
Von 1979 bis 1987 wirkte Peter Ruzicka als Intendant des Radio-Symphonie-Orchesters Berlin, von 1988 bis 1997 als Intendant der Staatsoper Hamburg und der Hamburger Philharmoniker. 1996 übernahm er als Nachfolger Hans Werner Henzes die künstlerische Leitung der Münchener Biennale, die er bis 2014 innehatte. Daneben wurde er im Jahre 1997 Künstlerischer Berater des Concertgebouw-Orchesters. 1999 wurde er zum Präsidenten der Bayerischen Theaterakademie berufen. Von 2001 bis 2006 übernahm Ruzicka als Intendant die künstlerische Leitung der Salzburger Festspiele. Von 2015 bis 2020 übernahm er die Funktion des Geschäftsführenden Intendanten der Osterfestspiele Salzburg.
Als Dirigent leitete Peter Ruzicka u. a. das Deutsche Symphonie-Orchester Berlin – mit dem er CD-Produktionen von Werken Mahlers, Schrekers und Petterssons eingespielt hat –, das Concertgebouw-Orchester, die Wiener Symphoniker, die Staatskapelle Dresden, das Gewandhausorchester Leipzig, das Symphonieorchester des Bayerischen Rundfunks, das NDR-Sinfonieorchester – mit dem ein CD-Zyklus von 12 Orchesterwerken von Hans Werner Henze entstand –, die Bamberger Symphoniker, das RSO Stuttgart, das SWR Sinfonieorchester Baden-Baden und Freiburg, das WDR Sinfonieorchester Köln, das hr-Sinfonieorchester Frankfurt, das MDR-Sinfonieorchester Leipzig, die Münchener Philharmoniker, die Staatskapelle Berlin, das Münchener Kammerorchester, die Deutsche Kammerphilharmonie, das Orchestre symphonique de Montréal, das Dänische Nationalorchester, die Tschechische Philharmonie, das RSO Wien, das Mozarteum-Orchester Salzburg, das Gulbenkian Orchester Lissabon, das China Philharmonic Orchestra, das Shanghai Symphony Orchestra und das Yomiuri-Nippon-Sinfonieorchester Tokio.

## Kompositionen (Auswahl)
- Ausgeweidet die Zeit ..., drei Nachtstücke für Klavier (1969)
- Elis tre ricordanze nach Gedichten für Mezzosopran, Oboe (Oboe d’amore) und Orchester (1969)
- Sonata per Violoncello solo Nr. 8 (1969)
- Todesfuge, Szene für Alt, Kammerensemble, Sprecher und Tonband (1969)
- Antifone - Strofe für 25 Solo-Streicher und Schlagzeug (1970)
- ...Fragment..., fünf Epigramme für Streichquartett (1970)
- Drei Szenen für Klarinette solo (1970)
- In processo di tempo ... Materialien für 26 Instrumentalisten und Violoncello (1971)
- Metastrofe, Versuch eines Ausbruchs für 87 Instrumentalisten (1971)
- Movimenti, Scena per Cembalo (1971)
- Sinfonia für 25 Solo-Streicher, 16 Vokalisten und Schlagzeug (1971)
- Versuch, sieben Stücke für Streichorchester (1970/74)
- Feed back, Musik für vier Orchestergruppen (1972)
- Stress für 8 Schlagzeuggruppen (1972)
- Torso, Materialien für grosses Orchester (1973)
- Befragung, fünf Stücke für grosses Orchester (1974)
- Etym für grosses Orchester (1974)
- Befragung, fünf Stücke für großes Orchester (1975)
- Emanazione, Variationen für Flöte und vier Orchestergruppen (1975)
- Z-Zeit für Orgel (1976)
- Einblendungen (Etym-Marcia) für großes Orchester (1977)
- Introspezione, Dokumentation für Streichquartett (1977)
- Sonata per Violoncello (1977)
- Abbrüche, neun Phasen für Orchester (1978)
- Stille, vier Epiloge für Violoncello solo (1978)
- Gestalt und Abbrüche, sieben Fragmente für Stimmen (1979)
- Annäherung und Stille, vier Fragmente über Schumann für Klavier und 42 Streicher (1981)
- ...den Impuls zum Weitersprechen erst empfinge, Musik für Viola und Orchester (1981)
- Satyagrah, Annäherung und Entfernung für Orchester (1984)
- Der die Gesänge zerschlug, Stele für Paul Celan nach Gedichten aus Zeitgehöft für Bariton und Kammerensemble (1985)
- Drei Szenen für Klarinette solo (1986)
- Annäherung und Stille (1987)
- Préludes, sechs Stücke für Klavier (1987)
- Fünf Bruchstücke für grosses Orchester (1988)
- Metamorphosen über ein Klangfeld von Joseph Haydn, für großes Orchester (1990)
- „... das Gesegnete, das Verfluchte ...“  vier Orchesterskizzen, (1991)
- Klangschatten für Streichquartett (1991)
- Acht Gesänge nach Fragmenten von Nietzsche (1992), für Mezzosopran (Bariton) und Klavier
- ...das Gesegnete, das Verfluchte..., vier Orchesterskizzen (1992)
- Über ein Verschwinden (1992), 3. Streichquartett
- Tallis (1993), Einstrahlungen für Orchester
- ...über ein Verschwinden, 3. Streichquartett (1993)
- ...Inseln, randlos ... (1994/95), für Violine, Kammerchor und Orchester
- Satyagraha, Annäherung und Entfernung für Kammerensemble (1995)
- Vier Gesänge nach Fragmenten von Nietzsche für Bariton und Klavier (1995)
- „... sich verlierend“ (1996), für Streichquartett und Sprecher (4. Streichquartett)
- Die Sonne sinkt (1997–2000), acht Gesänge nach Fragmenten von Nietzsche für Bariton oder Mezzosopran und Orchester
- Nachtstück (1997), für Orchester
- „... Vorgefühle ...“ (1998), sechs Stücke für Orchester
- Recherche (-im Innersten) (1998), für Chor und Orchester
- ...Inseln, randlos..., Musik für Violine, Kammerchor und Orchester (1998)
- Celan (1998/99), Musiktheater in sieben Entwürfen
- Nachklang (1999), Spiegel für Orchester
- Tombeau (2000), für Flöte (Altflöte, Bassflöte) und Streichquartett
- Erinnerung (2001), Spuren für Klarinette und Orchester
- Memorial (2001), für Orchester
- Celan Symphonie (2002), für Bariton, Mezzosopran und großes Orchester
- Affluence (2003), für großes Orchester
- Sturz (2004), 5. Streichquartett
- „... ins Offene ...“ (2005/06), Musik für 22 Streicher
- Nachklanf, Spiegel für Orchester (2005)
- Vorecho (2005), Acht Ansätze für großes Orchester
- Parergon (2006), sieben Skizzen zu „Hölderlin“ für Klavier
- „... und möchtet Ihr an mich die Hände legen ...“- Fünf Fragmente von Hölderlin für Bariton und Klavier (2006/07)
- Hölderlin, eine Expedition, Musiktheater in vier Akten (2007)
- Maelstrom (2007), für großes Orchester
- Nachschrift (2008), Drei Stücke für Violoncello und Klavier
- Erinnerung und Vergessen (2008), 6. Streichquartett mit Sopran
- Rezitativ (2009), für Violoncello und Klavier
- „...Zurücknehmen...“ (2009), für großes Orchester
- Trans (2009) für Kammerorchester
- ...Über die Grenze (2010) für Violoncello und Kammerensemble
- Fünf Szenen (2009), für Klavier
- Compensazione (1966–2009), Erinnerung für Klavier
- Leben und Tod, zwei Gesänge nach Gedichten von Eduard Mörike für Bariton und Klavier (2009)
- Mahler I Bild (2010), Erinnerung für Orchester
- Einschreibung (2010), Sechs Stücke für großes Orchester
- Aulodie (2011), Musik für Oboe und Orchester
- Über Unstern (2011), Übermalung für großes Orchester
- ...Je weiter ich komme..., Hommage für Kammerensemble (2011)
- Clouds für großes Orchester mit Streichquartett (2012/13)
- Drei Stücke für Klarinette solo (2012)
- R.W., ’ung für großes Orchester (2012)
- Nach dem Lichtverzicht (2013)
- Spiral, Konzert für Hornquartett und Orchester (2013/14)
- Elegie, Erinnerung für Orchester (2014)
- Flucht, Sechs Passagen für Orchester (2014)
- Kadenz für Hornquartett (2014)
- Benjamin, Musiktheater in sieben Stationen (2015/16)
- Mnemosyne für Sopran, 18 Streicher und Schlagzeug (2016)
- „...possible-a-chaque-instant“, 7. Streichquartett (2016)
- Still für Posaune und Kammerorchester (2016)
- Sonata per contrabbasso (2016), Bearbeitung der Sonata per Violoncello solo (2016)
- Loop für Trompete (Flügelhorn), Piccolotrompete und Orchester (2018)
- Fanfare für Solotrompete und Orchester (2019)
- Furioso für Orchester (2019)
- Zuschreibung für Orchester (2020)
- Départ, Konzert für Viola und Orchester (2020)
- Kammersymphonie (2021)

## Auszeichnungen und Ehrenmitgliedschaften
- 1968: Bundessieger bei Jugend forscht
- 1969: Förderungspreis der Stadt Stuttgart
- 1970: Kompositionspreis im Internationalen Kompositionswettbewerb „Béla Bartók“, Budapest
- 1971: UNESCO-Preis im „International Rostrum of Composers“
- 1972: Preisträger im „Internationalen Gaudeamus-Kompositionswettbewerb“, Hilversum
- 1972: Bach-Preis-Stipendium der Freien und Hansestadt Hamburg
- 1997: Ehrenmitgliedschaft Staatsoper Hamburg
- 2004: Louis Spohr Musikpreis Braunschweig
- 2005: Johannes Gutenberg-Stiftungsprofessur der Universität Mainz
- 2005: Ehrenmitgliedschaft Deutsches Symphonie-Orchester Berlin
- 2005: Ehrenmitgliedschaft Deutscher Musikrat
- 2006: Österreichisches Ehrenkreuz für Wissenschaft und Kunst I. Klasse
- 2006: Goldenes Ehrenzeichen des Landes Salzburg
- 2006: Wappenmedaille in Gold der Landeshauptstadt Salzburg
- 2006: Silberne Mozart-Medaille der Internationalen Stiftung Mozarteum
- 2006: Preis „Neues Hören“ für gelingende Vermittlung zeitgenössischer Musik, München
- 2007: Wolfgang Schüssel-Preis der International Salzburg Association
- 2008: Ehrendoktorwürde Dr. phil. h. c. der Hochschule für Musik und Theater Hamburg
- 2008: Plakette der Freien Akademie der Künste in Hamburg
- 2014: Wahl zum Mitglied der Europäischen Akademie der Wissenschaften und Künste Salzburg
- 2019: Composer in Residence des Grafenegg Festivals[4]
- 2021: Vorsitzender des Stiftungsrats der Ernst von Siemens-Musikstiftung

## Film
„Mein Leben - Der Komponist Peter Ruzicka“ (ZDF/ARTE 2001, 43 min) - Regie: Holger Preuße Kamera: Peter Klotz